# Santuario della Madonna delle Grazie (Modica)
Il santuario di Santa Maria delle Grazie è una chiesa seicentesca che sorge nella parte bassa della città di Modica.

## Storia e descrizione
L'edificazione del santuario di Modica fu decisa in seguito al ritrovamento in loco, il 4 maggio 1615, di una tavoletta di ardesia raffigurante la Madonna con in braccio il Bambino; la narrazione riporta che tavoletta bruciò incessantemente per tre giorni, dentro un cespuglio di rovi, senza consumarsi, per cui si gridò al miracolo, ed il popolo volle che ivi fosse innalzata un edificio di culto.
I lavori, affidati all'architetto siracusano Vincenzo Mirabella, iniziarono subito, subendo una momentanea interruzione per la sopraggiunta morte del Mirabella, nel 1624. Un mausoleo all'interno ne contiene i resti mortali. Risalgono ai primi del Seicento il portale laterale, con le sue finissime decorazioni di stile tardo rinascimentale sotto il timpano spezzato, e probabilmente la torre campanaria alla sinistra del colonnato sul prospetto principale, peraltro rifatto, quest'ultimo, dopo il terremoto del 1693, in stile tardo barocco, con le robuste colonne binarie sporgenti, che ricordano quelle del Duomo di San Giorgio.
La Madonna delle Grazie fu proclamata patrona principale di Modica con decreto vescovile del 3 agosto 1627, come da richiesta della civica assise risultante nella Copia Consilii Civitatis Moticae del 1626, trovata presso l'Archivio generale dell'Ordine Carmelitano in Roma. Un dipinto sulla volta dell'abside, in cui campeggia Maria sullo sfondo della città, recita: Ecce Mothuca Mater Tua.
Nel gennaio 2015 il santuario è stato elevato alla dignità di basilica minore.